# Historia de Somalia (1991–2006)

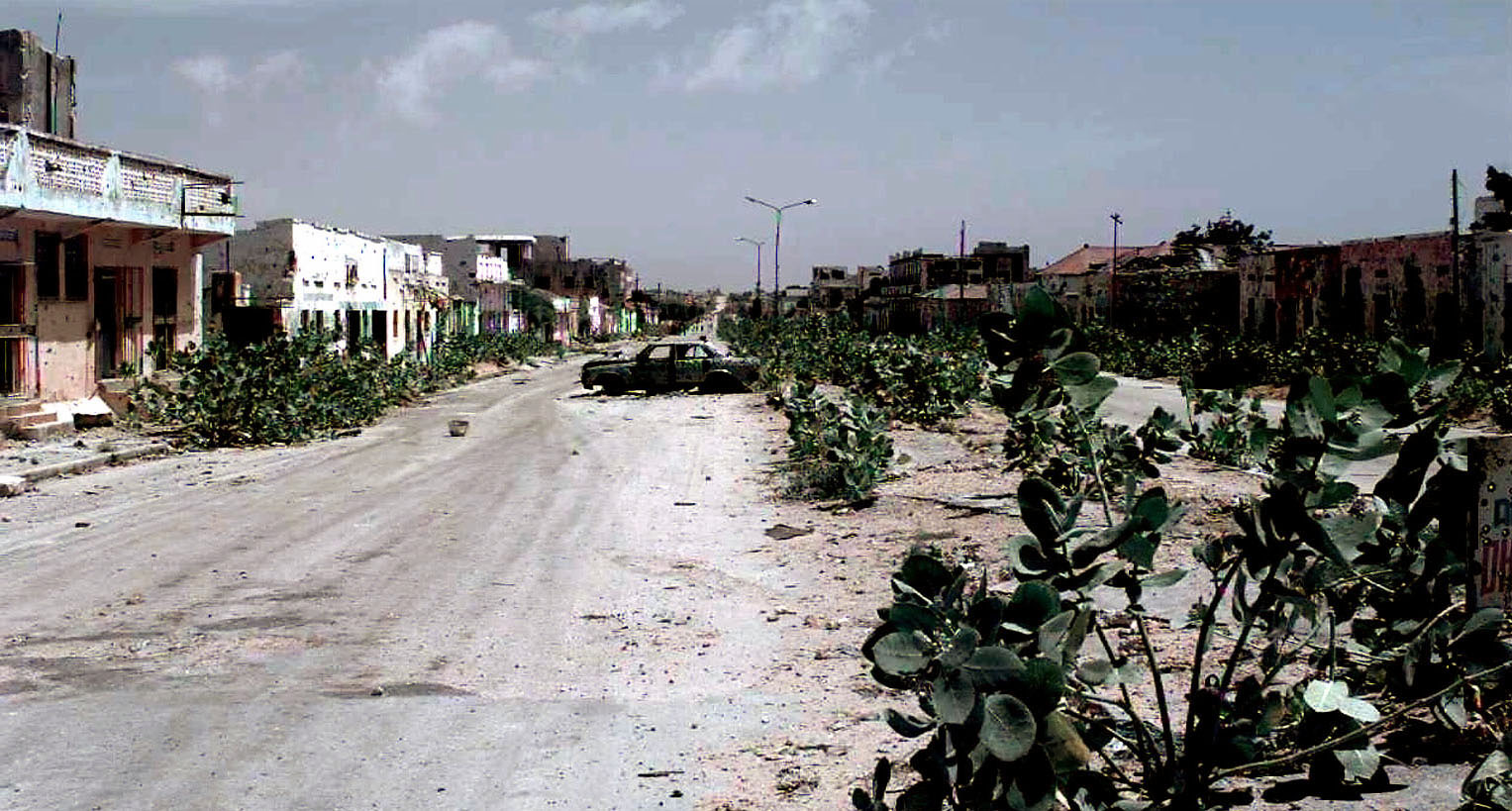
Una calle abandonada en Mogadiscio en 1993, poco después de la caída del régimen de Mohamed Siad Barre.

Somalia, desde 1991, se ha convertido en un ejemplo de una sociedad sin estado y carente de sistema legal centralizado. Desde la caída del gobierno de Mohamed Siad Barre en enero de 1991 hasta 2006, no ha existido un gobierno nacional permanente en Somalia. Grandes áreas del país, tales como Somalilandia, Puntlandia y Galmudug, son regiones autónomas que aún no han sido reconocidas internacionalmente. Las demás áreas, que incluyen a la capital Mogadiscio, han sido divididas en territorios más pequeños gobernados por caciques rivales. En muchas áreas no existen regulaciones formales ni requerimientos de licencia para negocios ni individuos.
Somalia es comúnmente reclamado como territorio soberano del Gobierno Federal de Transición, una nación profundamente dividida por caciques y jefes de tribus. Antes de diciembre de 2006, el GFT controlaba únicamente la ciudad de Baidoa, la tercera ciudad más grande del país. La intervención de las fuerzas del gobierno de Etiopía seguido por el alzamiento de la Unión de Cortes Islámicas, que culminó en la posterior derrota en la Batalla de Baidoa, permitió al GFT expandir su control bajo la protección de los etíopes. El GFT no ha podido cobrar impuestos, ni tiene finanzas apreciables ni una estable base de poder. Ha luchado para ejercer control sobre Mogadiscio a partir de un movimiento frustrado a finales de diciembre de 2006.
El analista anarcocapitalista Benjamin Powell afirma que la ausencia de estado ha llevado a más orden y menos caos del que había en el estado anterior, y el economista liberal Alex Tabarrok ha sostenido que Somalia, en su período sin estado, provee un "testimonio único de la teoría de la anarquía", en algunos aspectos cercano a lo expuesto por los anarcocapitalistas David D. Friedman y Murray Rothbard, aunque esta afirmación es debatida por varios anarquistas, tanto desde el propio anarcocapitalismo (como lo ha expuesto Walter Block) como desde el anarcocomunismo, quienes afirman que este suceso no es anarquía sino solamente caos resultante de una inequitativa distribución de poder y la intervención de países vecinos y naciones desarrolladas como los Estados Unidos. La experiencia somalí del colapso del Estado, y especialmente de las fallidas intervenciones internacionales, ha establecido un desafío claro a los elementos de la teoría convencional de orden económico, político y social, y de las premisas bajo las cuales funcionan los organismos occidentales de diplomacia y desarrollo, y en particular, en palabras del antropólogo Peter D. Little, a las "suposiciones sobre el papel de los estados en el mantenimiento del orden y los servicios".

## Imperio de la ley
Después de la caída del régimen de Siad Barre, no había efectivamente una ley monocéntrica formal del gobierno en Somalia. Mientras que algunas zonas urbanas, tales como Mogadiscio, tenían fuerzas de policía privadas, muchos somalíes volvieron simplemente a las tradicionales estructuras legales basadas en clanes para la resolución local de gobierno y sus conflictos. Dicha tradición jurídica se conoce como "Xeer" y tiene su origen en las sociedades tribales que imperaban en la región antes de la llegada del Islam. Dicho sistema permitió que, tras la caída del gobierno y el orden estatal en Somalia, se pudiese imponer un cierto orden basado en la figura de los juristas o jueces, que actuan como mediadores entre las partes en conflicto y los ciudadanos.

## Condiciones sociales
El grupo de ayuda internacional Médicos Sin Fronteras afirmó que el nivel de violencia diaria durante este período fue "catastrófico". Las estadísticas para el año 2000 indican que sólo el 21% de la población tenía acceso al agua potable en ese momento, y Somalia tiene una de las más altas tasas de mortalidad infantil en el mundo con el 10% de niños que mueren al nacer y el 25% de los sobrevivientes al nacimiento mueren antes de los cinco años. Además, se estima que la alfabetización de adultos ha disminuido desde un nivel ya bajo de 24% en 1989 a 17,1% en 2001". Según un estudio realizado en 2003, la tasa de alfabetización era del 19%. El impacto en el desarrollo humano en Somalia provocado por el colapso gubernamental y también por la guerra civil fue profundo, llevando a la disolución de las instituciones políticas, la destrucción de infraestructura social y económica, y masivas migraciones internas y externas.
De acuerdo con el think tank libertario, Independent Institute:

En el 2005, Somalia se ubicaba en las mitades superiores en seis de las 13 clasificaciones, y se ubicaron en la parte inferior en sólo tres: la mortalidad infantil, índices de inmunización y el acceso a fuentes mejoradas de agua. Esto se compara favorablemente con las circunstancias en 1990, cuando Somalia aún mantenía un gobierno y se situó en las mitades inferiores en siete de las medidas de las que tuvimos información en ese año: la tasa de mortalidad, mortalidad infantil, esperanza de vida, líneas telefónicas principales, la tuberculosis, y la inmunización contra el sarampión y el DPT.

## Condiciones económicas

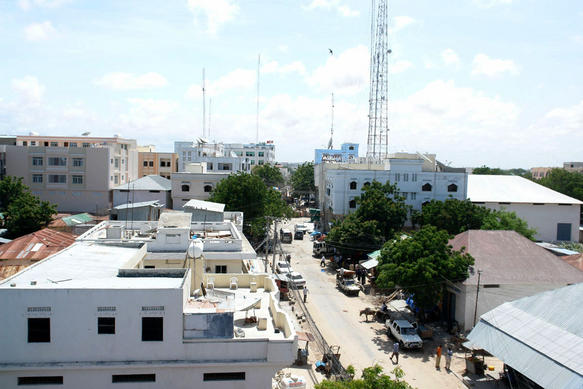
El Mercado Bakara en el corazón de Mogadiscio. Ante la ausencia de regulaciones gubernamentales, los mercados somalíes han prosperado.

A pesar de que no existen estadísticas confiables disponibles para el período en cuestión, según las Naciones Unidas Somalia es uno de los países más pobres del mundo, llegando a catalogarlo incluso más pobre que el resultado de una guerra civil. Sin embargo, la publicación anual "The World Factbook" de la CIA sostiene que un aumento fue registrado a comienzos de los años 2000; "a pesar de la anarquía, los servicios públicos de Somalia han sobrevivido y han crecido. El mercado principal de Mogadiscio ofrece una variedad de mercancías que van desde alimentos hasta artefactos electrónicos con tecnología punta. Los hoteles continúan funcionando y las milicias proporcionan seguridad".
Cuando la extrema pobreza (porcentaje de individuos que viven con menos que $1 al día de PPA) se evaluó por el Banco Mundial en 1998, Somalia se expandió económicamente mejor que otros países en África, a los que Somalia ya sobrepasaba en infraestructuras. "The World Factbook" de la CIA indica que "las estadísticas sobre el PIB de Somalia, el crecimiento, la renta per cápita, y la inflación deben verse de una manera escéptica" y estima el PIB per cápita de Somalia en $600.

## Tribunales islámicos

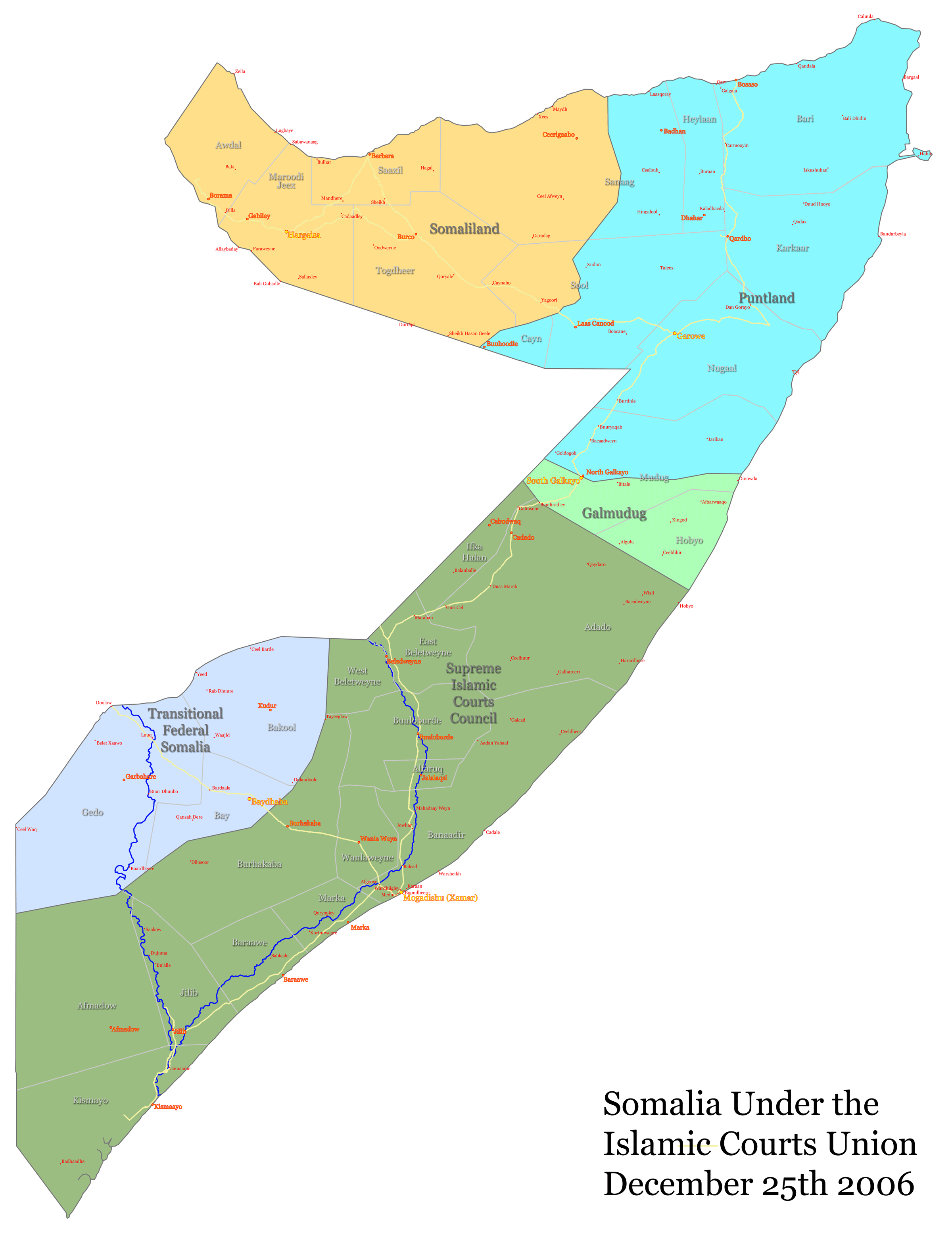
Mapa político de Somalia en diciembre de 2006 la cual muestra la estructura política de la Unión de Cortes Islámicas durante la Guerra Civil Somalí.

Desde el hundimiento del gobierno central, la mayor parte del sistema legislativo y de las instituciones educativas y servicios sociales pasaron a estar bajo el control de instituciones religiosas, que a su vez recibieron a menudo financiación y ayuda significativas de organizaciones caritativas internacionales. En 2005, algunas de estas organizaciones administrativas se unieron para formar la Unión de Tribunales Islámicos (UTI), después de que los jefes militares comenzaran a desafiar a las instituciones judiciales basadas en la sharia. La CIA donó cientos de miles de dólares a jefes militares en Somalia en 2006, intentando de este modo neutralizar la amenaza de miembros sospechosos de pertenecer a Al Qaeda, que se suponían que podrían ser protegidos por la UTI. Según expertos esto fue un factor en el resurgimiento de las milicias islámicas en el país, que incitaron huelgas que condujeron a la toma de Mogadiscio por parte de la UTI. La UTI ganó el control de Mogadiscio y de sus distritos circundantes en junio de 2006, después de la Segunda Batalla de Mogadiscio. La UTI fue, posteriormente, derrocada por los militares etíopes con la ayuda de las Naciones Unidas, la Unión Africana y el gobierno de los Estados Unidos. Después de que las fuerzas de la UTI fueran expulsadas de Mogadiscio, los dirigentes del Parlamento Federal Transitorio entraron en Somalia proclamándose como sus gobernantes legítimos. Hasta octubre de 2007, aún existía una extensa oposición dentro de Somalia hacia al GFT, mientras que los dirigentes del GFT y sus aliados siguen haciendo frente a rebeliones. En enero de 2009, el político Abdirahman Ahmed fue ejecutado por un tribunal sharia, acusado de apostasía.